# William Gilbert (szewc)

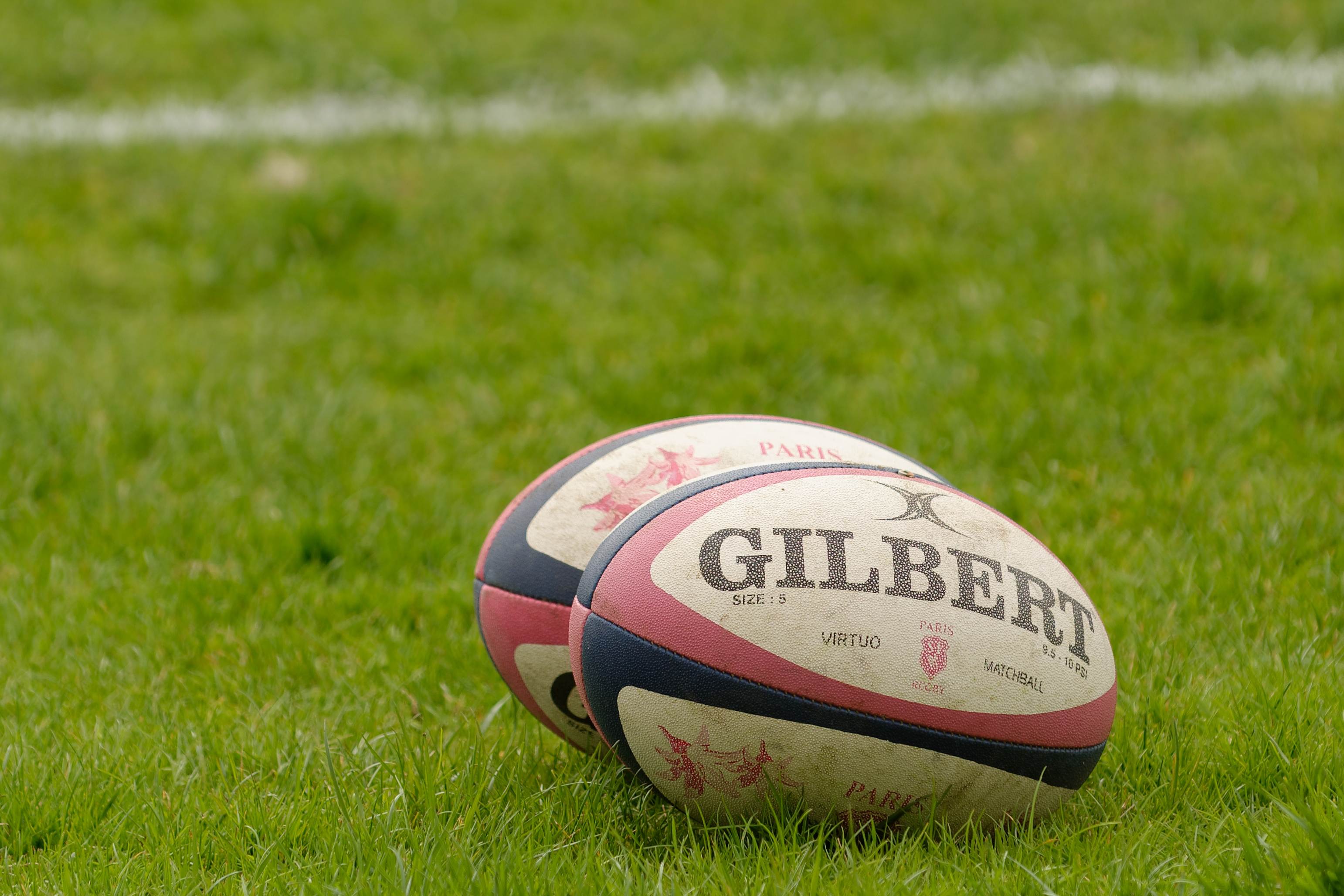
Współczesne piłki produkcji Gilbert

William Gilbert (ur. 1799, zm. 1877) – angielski szewc z miasta Rugby (hrabstwo Warwickshire), w którego warsztacie uszyto pierwszą piłkę dla potrzeb gry w rugby.
Zajmował się produkcją i naprawą obuwia na potrzeby miejscowej szkoły, a po wymyśleniu gry rugby założył zakład produkcji piłek; obecnie jest to jedna z największych firm na świecie produkujących sprzęt dla rugby.